# Adjudant de son Excellence
Adjudant de son Excellence (en russe : Адъютант его превосходительства, Adyutant yego prevoskhoditelstva) est une mini-série soviétique en cinq épisodes réalisé en 1969 par Evgueni Tachkov adapté du roman éponyme d'Igor Bolgarine (ru),,.

## Synopsis
La série relate l'histoire d'agent de la Tcheka Pavel Koltsov infiltré comme adjudant auprès d'un général des Armées blanches lors de la guerre civile russe.

## Fiche technique
- Titre : Adjudant de son Excellence
- Titre original : Адъютант его превосходительства
- Réalisation : Evgueni Tachkov
- Scénario : Igor Bolgarine (ru), Gueorgui Severski (ru)
- Direction artistique : Mikhaïl Kartachov (ru), Valeri Filipov (ru)
- Photographie : Piotr Terpsikhorov (ru)
- Musique originale : Andrei Echpaï
- Musique : Orchestre symphonique d'État de l'URSS pour l'art cinématographique
- Chef d'orchestre : Emin Khatchatourian
- Son : Evgueni Fiodorov
- Montage : Lydia Kouznetsova
- Production : Mosfilm
- Format : Noir et blanc - 4:3 - mono
- Pays : URSS
- Langue : russe
- Durée : 377 minutes
- Nombre d'épisodes : 5
- Diffusion : Télévision centrale de Gosteleradio
- Sortie : 1970

## Distribution
- Youri Solomine : capitaine Pavel Koltsov, tchekiste, adjudant du général Kovalevski
- Vladislav Strzelczyk : général Vladimir Kovalevski
- Vladimir Kozel (ru) : Nikolaï Chtchoukine, colonel de l'armée des volontaires
- Tatiana Ivanitskaïa (ru) : Tania, fille du colonel Chtchoukine
- Aleksandr Milokosty (ru) : Youri, fils du colonel Lvov
- Anatoli Papanov : Evgueni Angel, ataman des armées vertes
- Victor Pavlov : Miron Osadchy, membre de l'unité d'Angel
- Mikhaïl Kokchenov : Pavlo, membre de l'unité d'Angel
- Evgueni Tachkov : Mārtiņš Lācis (lv), chef de la Tcheka d'Ukraine
- Nikolaï Timofeïev (ru) : Frolov, tchekiste
- Evgueni Choutov (ru) : Semion Krassilnikov, tchekiste
- Youri Nazarov : Emelianov, commandant de l'Armée rouge
- Andreï Petrov (ru) : Sirotine, commandant de l'Armée rouge
- Margarita Kochelev : la mère de Youra
- Daniïl Netrebine (ru) : commandant de l'Armée rouge
- Guennadi Karnovitch-Valua (ru) : colonel Lvov
- Igor Staryguine : Mikki, second adjudant de Kovalevski
- Valentin Smirnitski : capitaine Rostovtsev
- Oleg Goloubitski (ru) : Voline, gendarme
- Gediminas Girdvainis (lt) : agent de contrespionnage
- Evgueni Teterine (ru) : Startsev, messager des rouges
- Boris Novikov : Isaak Lubersohn, le joaillier